# La Higuera (Chile)
La Higuera – gmina w chilijskiej prowincji Elqui w regionie Coquimbo. Gmina La Higuera składa się z kilku mniejszych miejscowości: Caleta Los Hornos, Chungungo, Los Morros, La Higuera (centrum administracyjne gminy), El Trapiche, Punta Colorada, Los Choros i Punta de Choros.

Punta de Choros jest znana ze swoich plaż i kolonii delfina butlonosego. Wyspy Choros i Damas, będące również częścią gminy tworzą rezerwat przyrody chroniący kolonie pingwina Humboldta, którym zarządza Corporación Nacional Forestal (CONAF).

Na terenie gminy La Higuera znajduje się również Obserwatorium La Silla.

## Administracja
Lista alkadów La Higuera:
| Alkad                         | Partia     | Okres sprawowania władzy         |
| ----------------------------- | ---------- | -------------------------------- |
| Carlos Flores Labra           | Niezależny | ? - 1 grudnia 1984               |
| Carlos Arturo Varas Frederick | Niezależny | 1 grudnia 1984 - 15 lipca 1985   |
| Jorge Armando Alday Araya     | Niezależny | 15 lipca 1985 - 7 maja 1986      |
| Juan Nicolás Cabrera Díaz     | Niezależny | 7 maja 1986 - 31 lipca 1987      |
| José Mario Aguilera Lanas     | Niezależny | 31 lipca 1987 - 26 września 1992 |
| Jacinto Huerta Corrotea       | PDC        | 26 września 1992 - 1994          |
| Efraín Alegría Barraza        | PS         | 1994 - 18 czerwca 2007           |
| Miguel Torres Romero          | PS         | 18 czerwca 2007 - 6 grudnia 2008 |
| Sylvia Clavería Mondaca       | PS         | 6 grudnia 2008 - 6 grudnia 2012  |
| Yerko Galleguillos Ossandón   | UDI        | 6 grudnia 2012 - obecnie         |